# Andrei Jastrzębiec
Andrei Jastrzębiec (Andrzej Jastrzębiec, Andrei de Cracovia, Andrei Polak sau Andrei Wasiło; n. secolul al XIV-lea – d. 14 noiembrie 1398, Vilnius, Marele Ducat al Lituaniei) a fost un cleric franciscan polonezo-lituanian, primul episcop de Siret, primul episcop de Vilnius, diplomat, confesorul Elisabetei a Poloniei, regină a Ungariei⁠(<span title="Elisabeta a Poloniei, regină a Ungariei|Elisabetei a Poloniei, regină a Ungariei la Wikidata">d).